# Portalbera
Portalbera là một đô thị ở tỉnh Pavia trong vùng Lombardia của Ý, có cự ly khoảng 40 km về phía đông nam của Milan và khoảng 15 km về phía đông nam của Pavia. Tại thời điểm ngày 31 tháng 12 năm 2004, đô thị này có dân số 1.434 người và diện tích là 4,7 km².
Đô thị Portalbera có các frazione (subdivision) San Pietro.
Portalbera giáp các đô thị sau: Arena Po, Spessa, Stradella.